# Bernat Vidal i Tomàs
Bernat Vidal i Tomàs (Santanyí, 1918 – Palma, 1971), novel·lista, historiador i poeta mallorquí. Apotecari de professió, es dedicà a la investigació històrica, especialment sobre el segle xix, i a la literatura.
Patriarca de la denominada Escola de Santanyí, de la qual també formen part, entre d'altres, en Blai Bonet i en Llorenç Vidal, exercí un reconegut mestratge sobre els poetes mallorquins de la primera i de la segona promoció de postguerra. Escriví dos llibres de narrativa, Memòries d'una estàtua (1953) i La vida en rosa (1958), i diverses monografies històriques, entre les quals destaca Consolació, recull de documents i notícies sobre el santuari de Santanyí (1949). La seva producció poètica, inclosa per Manuel Sanchis i Guarner a l'antologia Els poetes insulars de postguerra (1959), fou recollida en un volum pòstum titulat El viatger (2002). Deixà inacabats els seus projectes d'una història de Santanyí i d'una història política del segle xix a Mallorca. El 1976 l'Ajuntament de la Vila li va dedicar un carrer i l'any 1982 el va declarar fill il·lustre de Santanyí. Editor d'Antònia Vicens als seus inicis, a Santanyí.

## Obres
- Consolació, recull de documents i notícies sobre el santuari de Santanyí (1949).
- Memòries d'una estàtua (1953).
- La vida en rosa (1958).
- Santanyí y sus calas (s.f.)
- El viatger (2002).
- Poemes destacats a l'antologia Els poetes insulars de postguerra, (1959) per Manuel Sanchis i Guarner (editor)